# أكسل هوسمان
أكسل هوسمان (بالألمانية: Axel Hausmann) (و. 1939 – 2014 م) هو فيزيائي، ومؤرخ منطقة، وكاتب عمومي، وأستاذ جامعي، وكاتب غير روائي من ألمانيا .

## مناصب وهيئات
أدار الجامعة التقنية الراينية الفستفالية.